# Guillaume Natas
 (janvier 2025).
Guillaume Caradec, connu sous son nom d'usage Guillaume Natas, né le 30 janvier 1989, est un auteur, scénariste, blogueur et entrepreneur français.

## Biographie
Né le 30 janvier 1989, Guillaume Natas est le fils du journaliste et écrivain Jean-Michel Caradec'h.
Il obtient un baccalauréat technologique en 2009. Il étudie ensuite à l'École pour l'informatique et les nouvelles technologies (Épitech). Une fois diplômé, il devient responsable des études de Sup'Internet,.

## Carrière

### Entrepreneuriat
En 2016, Guillaume Natas fonde le jeu d'évasion Epsilon Escape à Paris avec Florent Steiner.
En novembre 2017, il ouvre un restaurant, la Maison de la Poutine, avec ses associés Florent Steiner et Erwan Caradec,.

### Multimédia

#### Séries, émissions et courts-métrages
Guillaume Natas coécrit plusieurs courts-métrages avec Ludovik produits par Studio Bagel, dont entre autres le programme court des Micro-troll, diffusé par Canal+, et le spectacle Ludovik fête son million à l'Olympia.
En 2019, il est co-scénariste de la websérie Talisman produite par Norman Thavaud.

#### Podcasts
En 2018, avec Vincent Malone, il lance un podcast intitulé Community Manager, où il présente dans chaque épisode une communauté étrange qu'il a découverte sur Internet. Le podcast est nommé dans le top 10 des podcasts de 2018 établi par Les Inrockuptibles. En 2019, il lance le podcast Magicos, produit par Slate et qui s'intéresse au monde de la magie professionnelle.

#### Bande dessinée
Il est coauteur de Bleak, une série de bande dessinées d'horreur créée par Squeezie. 

## Productions
- Guillaume Natas, Clémence Gueidan et Florent Steiner, Escape game : Une nuit à la bibliothèque, Paris, Mango, coll. « Escape Game », 16 février 2018  (ISBN 978-2317012846)
- Guillaume Natas, Clémence Gueidan et Florent Steiner, Escape game : Le labyrinthe des oubliés, Paris, Mango, coll. « Escape Game », 16 février 2018  (ISBN 978-2317012839)
- Guillaume Natas et Clémence Gueidan, Escape game : Échoué dans les Bermudes, Paris, Mango, coll. « Escape Game », 15 février 2019, 43 p. (ISBN 978-2-317-01985-2)
- Squeezie, Luciole, Guillaume Natas, Bleak - Tome 1, Link Digital Spirit, 31 mars 2022, 72 p.  (ISBN 978-2379891465)
- Squeezie, Guillaume Natas, Bleak - Tome 2, Link Digital Spirit, 4 mai 2023, 88 p.  (ISBN 978-2494705005)
- Guillaume Natas, Le Tanneur, Edition 365, 20 octobre 2023, 272 p.  (ISBN 978-2-38382-392-6)